# Vendsyssel FF
Maillots
Le FC Vendsyssel FF est un club danois de football basé à Hjørring.
Auparavant, le club se nommait Hjørring IF jusqu'en 2006, puis FC Hjørring jusqu'en 2013. 

## Histoire
- 1892 : Fusion de Hjørring Gymnastikforening et Hjørring Kricketklub pour former le Hjørring Fodboldklub
- 1919 : Fusion avec Hjørring FC et Hjørring Sportsklub
- 1921 : Renommage en Hjørring Idrætsforening (Hjørring IF)
- 1er juillet 2006 : la section football devient indépendante et se nomme FC Hjørring
- 2010 : Montée en deuxième division danoise
- mai 2013 : La fédération ne donne pas de licence au club, pour raisons financières. Le FC Hjørring prend la licence du  Hjørring IF et annonce sa participation dans la deuxième division sous le nom de Vendsyssel FF en créant une entente avec le Frederikshavn fI, un an plus tard Frederikshavn ne coopère plus que pour les sections jeunes.
- Après la saison 2016-2017 le club arrive deuxième et joue les barrages de montée, mais échoue contre AC Horsens, la saison suivante, Vendsyssel FF termine 3e, et remporte ses matchs de barrage contre Lyngby BK et accède pour la saison 2018-2019 à la Superliga

## Logos

Logo du Hjørring IF
Logo du FC Hjørring
Logo du Vendsyssel FF